# Élizabeth Bourgine
Pour les articles homonymes, voir Bourgine.
Élizabeth Bourgine, née le 20 mars 1957 à Levallois-Perret, est une actrice française.

## Biographie
Elizabeth Bourgine part étudier au Conservatoire d’art dramatique de Rennes où elle fait la connaissance de Jacques Weber et de Francis Huster. Ce dernier devient son partenaire sur les planches.
Elle participe au film policier Nestor Burma, détective de choc (1982) et à la comédie dramatique Vive la sociale ! (1983). Son premier rôle marquant, aux côtés de Lino Ventura dont elle joue la fille adoptive dans La Septième Cible (1984), lui vaut une nomination pour le César de la meilleure actrice dans un second rôle. Elle obtient en 1985 le Prix Romy-Schneider, qui récompense le meilleur espoir du cinéma français.
Sa carrière au cinéma se poursuit par trois collaborations successives avec le réalisateur Pierre Granier-Deferre : Cours privé (1986), Noyade interdite (1987) et La Couleur du vent (1988). Trois ans plus tard, elle fait partie du casting de la comédie dramatique Un cœur en hiver, signée Claude Sautet, après quoi elle disparaît pendant un temps du grand écran pour ne plus apparaître qu’au théâtre ou à la télévision.
En 2006, Elizabeth Bourgine fait son retour au cinéma. Elle retrouve ainsi pour la deuxième fois Daniel Auteuil à l’occasion de la comédie Mon meilleur ami.
Depuis 2013, elle joue dans la série télévisée policière franco-britannique Meurtres au paradis, diffusée sur plusieurs chaînes de France Télévisions. Le programme est filmé en anglais et, comme les autres acteurs francophones, elle assure sa post-synchronisation. Elle fait une apparition,en 2023, avec son personnage de Catherine Bordey, dans la série dérivée Meurtres au paradis anglais.
Elle est mariée avec Jean-Luc Miesch dont elle a un fils, prénommé Jules.

## Filmographie

### Cinéma
- 1981 : Room Service, court métrage de Boris Bergman
- 1981 : Nestor Burma, détective de choc de Jean-Luc Miesch d'après Léo Malet
- 1981 : Grenouilles d'Adolfo Arrieta
- 1983 : Vive la sociale ! de Gérard Mordillat
- 1984 : La Septième Cible de Claude Pinoteau
- 1984 : Comme les doigts de la main, court métrage d'Éric Rochant
- 1984 : Abandons, court métrage de Pierre-Jean de San Bartholomé
- 1986 : Cours privé de Pierre Granier-Deferre
- 1987 : Noyade interdite de Pierre Granier-Deferre
- 1988 : La Couleur du vent de Pierre Granier-Deferre
- 1991 : Boulevard des hirondelles  de Josée Yanne d'après Lucie Aubrac
- 1992 : Un cœur en hiver de Claude Sautet
- 1995 : Le Grand Blanc de Lambaréné de Bassek Ba Kobhio
- 2006 : Mon meilleur ami de Patrice Leconte
- 2009 : Streamfield, les carnets noirs de Jean-Luc Miesch
- 2014 : Le Maillot jaune[4], court métrage de Jacques Jousseaume
- 2015 : À vendre, court métrage de Cécile Fraboul
- 2022 : Maigret de Patrice Leconte : Irène

### Télévision

#### Années 1970
- 1976 : Les  Rebelles (téléfilm) de Pierre Badel
- 1976 : Madame G. (téléfilm) de Jean-Luc Miesch
- 1977 : Le Loup blanc (téléfilm) de Jean-Pierre Decourt d'après Paul Féval
- 1978 : Jean-Christophe (téléfilm) de François Villiers

#### Années 1980
- 1980 : Le Marchand de sable (téléfilm Histoires étranges no 4) de Pierre Badel
- 1980 : L'Épave (téléfilm L'inspecteur mène l'enquête)  de Luc Godevais
- 1982 : Lourde gueuse (téléfilm De Bien étranges affaires) de Jean-Luc Miesch
- 1984 : Le Soleil se lève aussi (téléfilm) avec Jane Seymour
- 1984 : Pas de vieux os (téléfilm Série noire) de Gérard Mordillat
- 1985 : La Griffe du destin (téléfilm, Sins) de Douglas Hickox

#### Années 1990
- 1993 : Un otage de trop (téléfilm) de Philippe Galland
- 1993 : Love Lies Bleeding (téléfilm) de Michael Winterbottom
- 1993 : Le Garçon qui ne dormait pas (téléfilm) de Michaël Perrotta
- 1993 : Abus de confiance (téléfilm) de Bernard Villiot
- 1994 : Maigret et le fantôme (téléfilm Maigret no 12) de Hannu Kahakorpi d'après Georges Simenon
- 1994 : Le Trajet de la foudre - (téléfilm Le Charme brumeux du crime) de Jacques Bourton d'après Stanislas-André Steeman
- 1996 : La Taupe (téléfilm) de Françoise Decaux-Thomelet
- 1996 : Une femme contre l'ordre (téléfilm) de Didier Albert
- 1996 : Barrage sur l'Orénoque (téléfilm) de Juan Luis Buñuel
- 1996 : Les Anneaux de la gloire - Marathon-Athènes 1896 (téléfilm) de Jean-Luc Miesch
- 1996 : Le Prix de la liberté (téléfilm Cassidi et Cassidi no 1) de Joël Santoni
- 1997 : Un père en plus (téléfilm) de Didier Albert
- 1997 : La Nuit des hulottes (téléfilm) de Michaëla Watteaux d'après Gilbert Bordes
- 1997 : Cassidi et Cassidi: Le démon de midi (téléfilm Cassidi et Cassidi no 2) de Joël Santoni
- 1998 : Le monde à l'envers (téléfilm) de Charlotte Brändström
- 1998 : Le Monde à l'envers II (téléfilm) de Charlotte Brändström
- 1998 : Fin de peine (téléfilm Au Cœur de la loi) de Denis Malleval
- 1998 : Passeur d'enfants à la Nouvelle-Orléans (téléfilm Passeur d'enfants) de Franck Appréderis
- 1999 : Du jour au lendemain (téléfilm) de Bruno Herbulot
- 1999 : Cavalcade (téléfilm) de Daniel Janneau

#### Années 2000
- 2000 : Des parents pas comme les autres (téléfilm) de Laurence Katrian
- 2000 : Le Monde à l'envers, épisode Le Secret d'Alice de Charlotte Brändström
- 2000 : La Vie devant nous, épisode Marine d'Olivier Guignard
- 2001 : Des nouvelles des enfants (téléfilm) de Daniel Janneau
- 2001 : Fred et son orchestre (téléfilm) de Michaëla Watteaux
- 2002 : Fred et son orchestre, épisode Le Secret de Laure de Michaëla Watteaux
- 2002 : Une Ferrari pour deux de Charlotte Brändström
- 2003 : Fred et son orchestre, épisode Roméo et Juliette de Michaëla Watteaux
- 2003 : Commissaire Moulin, épisode : La Promesse d'Éric Summer
- 2004 : Navarro, épisode Au cœur du volcan de Philippe Davin
- 2005 : Sauveur Giordano : Isabelle
- 2005 : Julie Lescaut, épisode 6 saison 14, Une affaire jugée de Daniel Janneau : Laurence Nobel
- 2006 : Navarro , épisode L'Âme en vrac de Philippe Davin : Capitaine Irène Derain
- 2008 : Louis la Brocante, épisode 31 : Sabine

#### Années 2010
- 2010 : Camping Paradis, saison1, épisode 6 : Catherine Legrand
- 2011 : Flics saison 2 épisodes 5,7 et 8 de Thierry Petit
- Depuis 2011 : Meurtres au paradis[5], saisons 1 à 13
- 2012 : Enquêtes réservées, épisode 33 de Bénédicte Delmas
- 2012 : Joséphine, ange gardien, épisode 66 de Jean-Marc Seban
- 2015 : Le Vagabond de la baie de Somme de Claude-Michel Rome (téléfilm)
- 2017 : Commissaire Magellan, épisode Première ballerine
- 2017 : On va s'aimer un peu, beaucoup... de Julien Zidi
- 2018 : Mémoire de sang d'Olivier Guignard
- 2019 : Les Mystères du Bois-Galant de Lorenzo Gabriele : Françoise Thélier
- 2019 : Meurtres dans le Jura d'Éric Duret : Laura Prieur

#### Années 2020
- 2021 : Les Mystères de l'école de gendarmerie de Lorenzo Gabriele
- 2021 : Mortelles calanques de Claude-Michel Rome : Sophia d'Olce.
- 2022 : Clemenceau, la force d'aimer de Lorraine Lévy : Madeleine Clemenceau Jacquemaire
- 2023 : Mystères au Paradis : Catherine Bordey

## Théâtre
- 1977 : Le Cid de Pierre Corneille, mis en scène par Francis Huster.
- 1988/1989 : La Vie singulière d'Albert Nobbs de George Moore, mis en scène par Simone Benmussa, Théâtre Renaud-Barrault. Rôle: Albert Nobbs.
- 2003 : La Guerre des deux Rose de Lee Blessing, mis en scène par Daniel Delprat.
- 2006 : Délit de fuites de Jean-Claude Islert, mis en scène par Jean-Luc Moreau, Théâtre de la Michodière.
- 2008 : Dîner entre amis de Donald Margulies, mis en scène par Michel Fagadau.

## Distinctions

### Récompense
- Prix Romy-Schneider 1985

### Nominations
- César 1984 : César du meilleur espoir féminin pour Vive la sociale !
- César 1985 : César de la meilleure actrice dans un second rôle pour La Septième Cible